# Ken Cheuvront
Kenneth David Cheuvront /ˈʃɛvrɒnt/ (sinh ngày 11 tháng 5 năm 1961 tại Phoenix, Arizona)  là một chính khách đảng Dân chủ. Từ năm 2002, ông là Thượng nghị sĩ bang Arizona cho Quận 15, tập trung vào Phoenix.
Trước đó, ông được bầu làm đại diện cho quận 15 tại Hạ viện năm 1994, trở thành người đồng tính nam công khai đầu tiên được bầu vào Hạ viện Arizona, và giữ ghế cho đến khi ông bị giới hạn vào năm 2002. Ông là Nhà lãnh đạo Dân chủ trong phòng đó trong phiên họp 2001–02.
Năm 2002, ông được bầu làm đại diện cho khu vực tại Thượng viện bang, giành chiến thắng trong cuộc tổng tuyển cử với tỷ lệ chênh lệch từ 63% đến 37%. Trước đây, ông đã từng tranh cử vào Thượng viện năm 1990, giành được 44% số phiếu bầu cử sơ cấp nhưng thua Chuck Blanchard. Ông đã giành chiến thắng trong cuộc bầu cử lại năm 2004 với 65% số phiếu và năm 2006 với 69%. Ông đã tranh cử không được bảo vệ trong năm 2008, và giới hạn nhiệm kỳ sẽ ngăn ông tìm kiếm một nhiệm kỳ hai năm thứ năm trong năm 2010.
Một người ủng hộ chiến dịch tranh cử tổng thống của Hillary Clinton, Cheuvront là đại biểu cho Hội nghị Quốc gia Dân chủ 2008 tại Denver.
Ông là người đồng tính công khai, và các chiến dịch của ông đã được hỗ trợ bởi Gay & Lesbian Victory Fund. Ông là một trong năm thành viên LGBT công khai của Cơ quan lập pháp bang Arizona, phục vụ cùng với Thượng nghị sĩ Paula Aboud (D–Tucson), cũng như Reps. Robert Meza (D–Phoenix), Kyrsten Sinema (D–Phoenix) và Matt Heinz (D–Tucson). Ông cũng là thành viên của Hội đồng Lãnh đạo Dân chủ.